# Fraser Clarke Heston
Fraser Clarke Heston (Los Angeles, 12 febbraio 1955) è un regista, sceneggiatore, produttore televisivo e produttore cinematografico statunitense.

## Biografia
Figlio degli attori Charlton Heston e Lydia Clarke, cresce fin da piccolo nel mondo dell'industria cinematografica (nel 1956 è lui il Mosè neonato affidato alle acque nel film I dieci comandamenti). A 22 anni fa il suo ingresso nel mondo del cinema; in quel periodo sta ultimando un romanzo d'avventura dal titolo Wind River, ma viene convinto dal produttore Martin Shafer a trasformarlo in una sceneggiatura, che in seguito diventa il film I giganti del West (1980), interpretato dal padre. Da allora dirige diversi film, mentre negli ultimi anni si concentra più sul ruolo di produttore.
Dalla moglie Marilyn, sposata nel 1980, ha avuto il figlio John Alexander, nato nel 1991.

## Filmografia

### Regista
- I predatori della vena d'oro (Mother Lode) (1982) non accreditato
- L'isola del tesoro (Treasure Island) (1990) - film TV
- Sherlock Holmes - Il mistero del crocifero di sangue (The Crucifer of Blood) (1991) - film TV
- Cose preziose (Needful Things) (1993)
- Joe Bob's Drive-In Theater, l'episodio "Viki Williamson Night" (1995)
- Alaska (1996)
- The Search for Michael Rockefeller (2011) - documentario

### Produttore
- I predatori della vena d'oro (Mother Lode) (1982)
- Un uomo per tutte le stagioni (A Man for All Seasons) (1988) - film TV
- L'isola del tesoro (Treasure Island) (1990) - film TV
- Sherlock Holmes - Il mistero del crocifero di sangue (The Crucifer of Blood) (1991) - film TV
- The Search for Michael Rockefeller (2011) - documentario

#### Produttore esecutivo
- Charlton Heston Presents the Bible (1997) - documentario
- Ben Hur (2003)

### Sceneggiatore
- I giganti del West (The Mountain Men) (1980)
- I predatori della vena d'oro (Mother Lode) (1982)
- L'isola del tesoro (Treasure Island) (1990) - film TV
- Sherlock Holmes - Il mistero del crocifero di sangue (The Crucifer of Blood) (1991) - film TV
- The Search for Michael Rockefeller (2011) - documentario